# Jardín América
Jardín América – miasto w Argentynie, położone w północnej części prowincji Misiones.

## Opis
Miejscowość została założona 7 maja 1946 roku. Przez miasto przebiega droga krajowa-RP7 i RN12.  